# Cobden (Australia)
Cobden – miasto w Australii, w stanie Wiktoria.